# Jelenia Głowa (Wambierzyce)
Jelenia Głowa (niem. Hirschzunge b. Albendorf) – przysiółek wsi Wambierzyce w Polsce, położony w województwie dolnośląskim, w powiecie kłodzkim, w gminie Radków.
W latach 1975–1998 przysiółek administracyjnie należał do województwa wałbrzyskiego.
Przysiółek Wambierzyc położony u podnóża Gór Stołowych, powstał w XVIII w.